# Château Sigalas Rabaud
Le château Sigalas Rabaud, est un domaine viticole situé à Bommes en Gironde. En AOC Sauternes, il est classé premier cru dans la classification officielle des vins de Bordeaux de 1855.

## Histoire du domaine

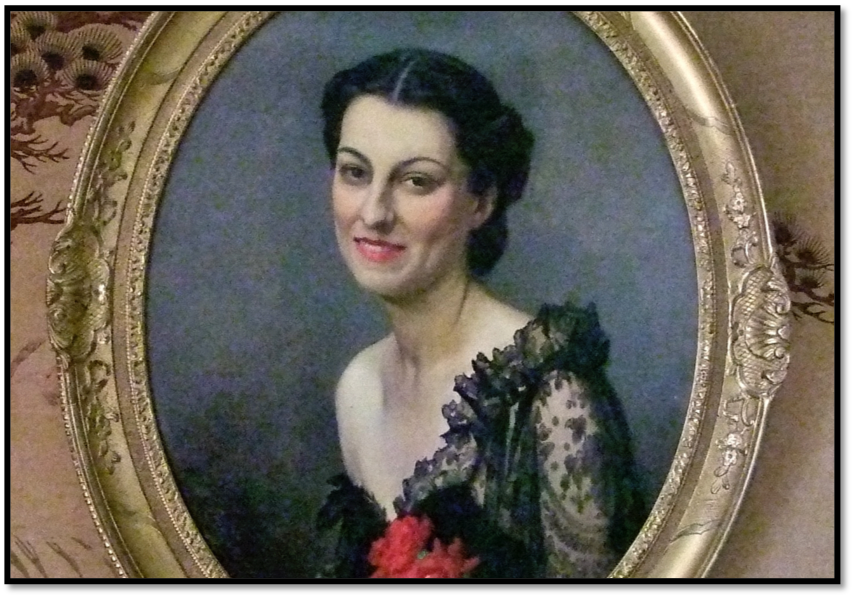
Marie-Antoinette de Sigalas.

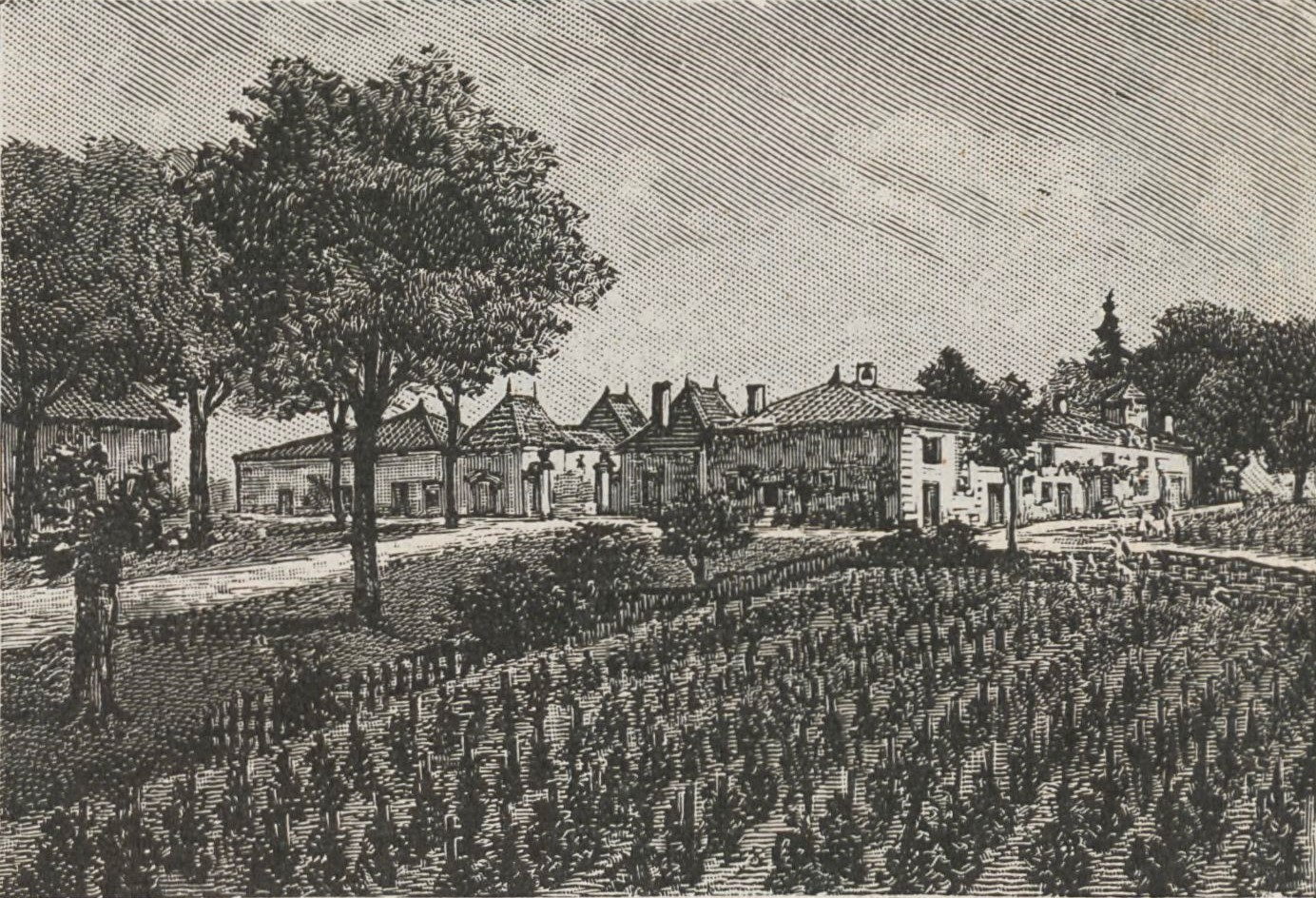
Illustration du château Sigalas Rabaud en 1908.

Créée au XVIIe siècle, la terre de Rabaud est acquise en 1863 par Henri de Sigalas. Quarante ans plus tard, son fils unique, Pierre Gaston de Sigalas en vend la majeure partie. Il conserve la totalité de la croupe graveleuse orientée au sud, appelée « le bijou de Sigalas », soit les 14 hectares actuels. Aujourd'hui, la famille de Lambert des Granges en est l'héritière.
L'histoire du domaine Rabaud remonte à 1660, année de l'accession à la propriété de la famille de Cazeau, magistrats du parlement de Bordeaux. Le dernier propriétaire de Cazeau, également maire de Bommes, vend Rabaud en 1819 à Gabriel Deyme, qui en est le propriétaire au moment du classement de 1855. En 1863, Henri Drouilhet de Sigalas rachète Rabaud et ajoute son nom à celui de la propriété, créant ainsi Rabaud Sigalas. Il a également acheté Château Pexoto, une propriété de Sauternes de 10 hectares classée deuxième cru en 1855, et l'a fait absorber par Rabaud Sigalas.
Pierre-Gaston de Sigalas loue les vignes à un fermier qui les exploite de 1903 à 1930.
En 1930, après que le bail sur le vignoble n'a pas été renouvelé, le domaine de Rabaud est exploité par Fernand Ginestet en tant que locataire de Sigalas Rabaud et de Rabaud-Promis. Au cours des années 1930 et 1940, les étiquettes du vin portent les deux noms. Cependant, la période est difficile pour le domaine, en raison de nombreux millésimes médiocres dans les années 1930 et d’un marché du vin médiocre pendant la guerre mondiale.
En 1950, la famille Ginestet veut se débarrasser de ses avoirs sur Rabaud pour acheter Château Margaux. Les descendants de la famille Sigalas ne souhaitent pas posséder la totalité de Rabaud. Les avoirs furent vendus à la famille Dejean, ce qui mit fin à la gestion commune de Rabaud. Du côté de Sigalas, le marquis de Lambert des Granges, dont l’épouse est l'héritière des Sigalas, prit le contrôle de Sigalas Rabaud. Il investit dans une nouvelle cave et un chai. Comme la situation de commercialisation est difficile à ce stade, l’approche choisie consiste à la vendre exclusivement par le biais des maisons de négociants. Le revenu qui en résulte sert à couvrir les coûts fixes, mais signifie que Sigalas Rabaud ne fait pas partie du commerce régulier à Bordeaux.
En 1972, la cave est constituée en groupement foncier agricole (GFA), le capital provenant des quatre enfants Lambert des Granges, qui devint une société anonyme (SA) en 1989 et une société par actions simplifiée (SAS) en 2000. En 1983, Emmanuel de Lambert des Granges, fils du marquis de Lambert des Granges, prend la direction du domaine. De janvier 1995 à septembre 2008, un accord de collaboration est conclu avec le groupe Suez qui, en 1984, avait acheté le groupe Cordier et était donc propriétaire du domaine voisin de Château Lafaurie-Peyraguey.
En 2007, Laure Compeyrot, fille de Gérard de Lambert des Granges, prend la gestion du domaine en tant que directrice technique. Avec le millésime 2009, elle introduit le premier vin blanc sec du domaine. Soucieuse de maintenir le patrimoine végétal de Sigalas Rabaud, elle a sélectionné, avec la chambre d'agriculture, les ceps anciens, dupliqués par une pépinière privée. Elle revient à des procédés de culture supprimant toute utilisation d’herbicides, remplace les insecticides par la confusion sexuelle et multiplie les observations de la faune auxiliaire. Sigalas Rabaud obtient ainsi en 2016 le plus haut niveau de certification « Haute Valeur Environnementale ».
Les quatre héritiers de la marquise de Lambert des Granges possèdent toujours l'intégralité de la propriété.

## Terroir
Sigalas Rabaud possède 14,25 hectares de vignes, plantés à 85 % de sémillon et 15% de sauvignon. Le rendement moyen est de 17 hectolitres par hectare.

## Vins

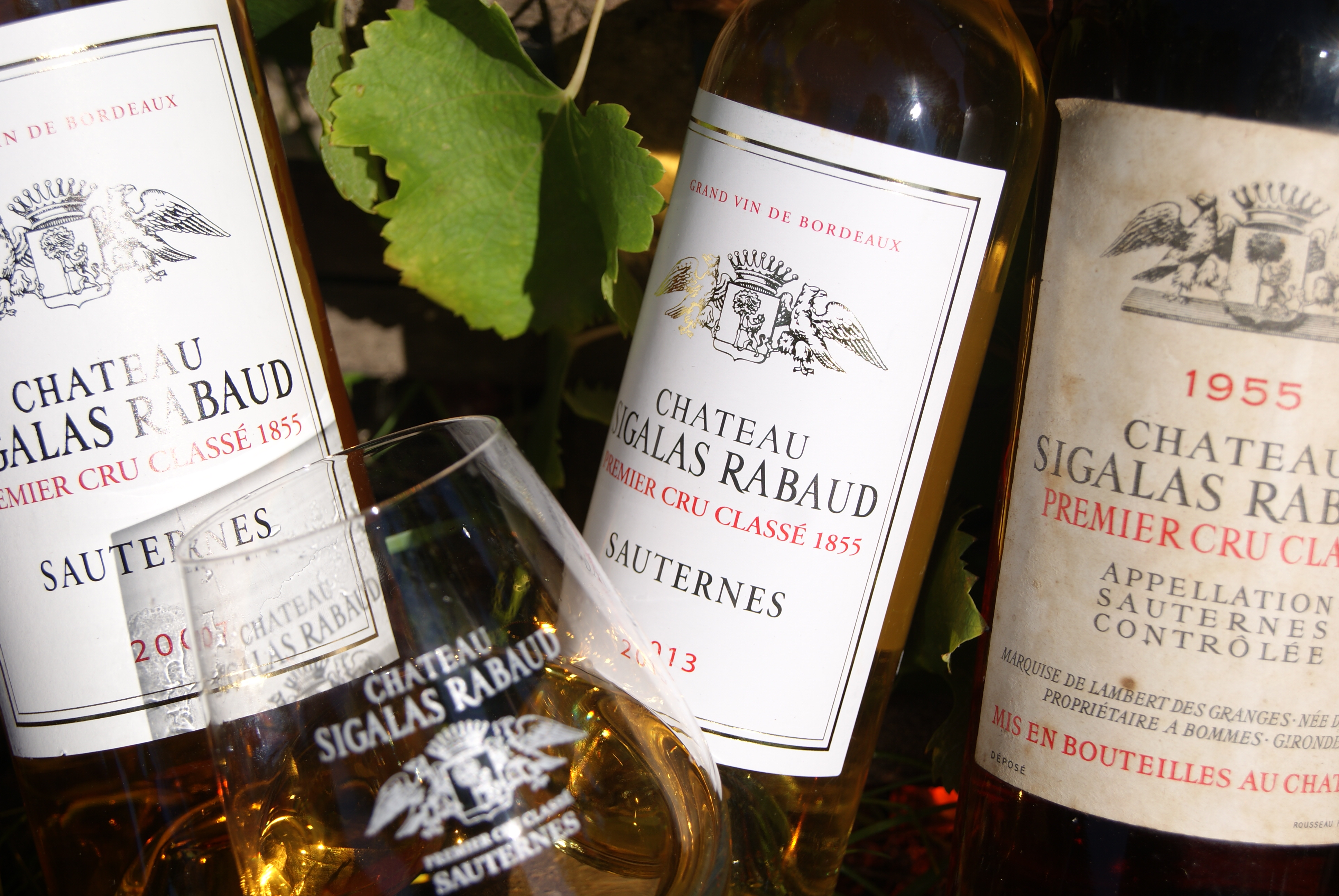
Cuvées du château.

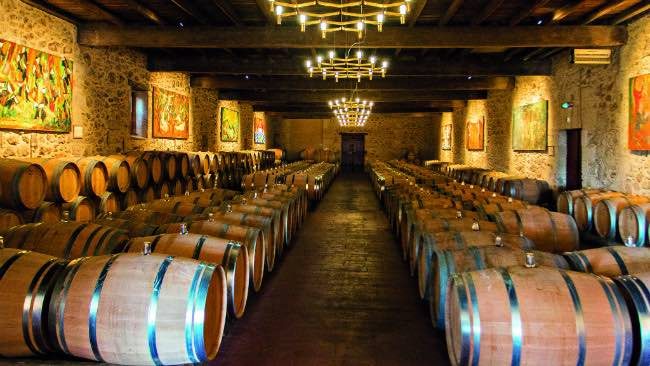
Chai à barriques de Sigalas Rabaud.

Château Sigalas Rabaud produit cinq vins:
- Le Château Sigalas Rabaud, Sauternes 1er Grand Cru Classé 1855 ;
- Un second vin appelé Lieutenant de Sigalas, Sauternes ;
- Un vin blanc sec appelé Demoiselle de Sigalas, Bordeaux Blanc ;
- Un vin blanc sec appelé Sémillante de Sigalas, Bordeaux Blanc 100 % sémillon ;
- Un vin blanc demi-sec appelé le 5 de Sigalas, Bordeaux Blanc sans soufre ajouté[10].

La production annuelle est d'environ 40 000 bouteilles. Le Château Sigalas Rabaud passe 18 à 24 mois en fûts de chêne neufs avant la mise en bouteille. La part de la production consacrée au second vin dépend de la qualité du millésime et a varié entre 0 % et 34 % ces dernières années.
Le second vin est nommé lieutenant de Sigalas depuis 2004 ; avant cela, il était connu sous le nom de Cadet de Sigalas.

## Accords mets-vins

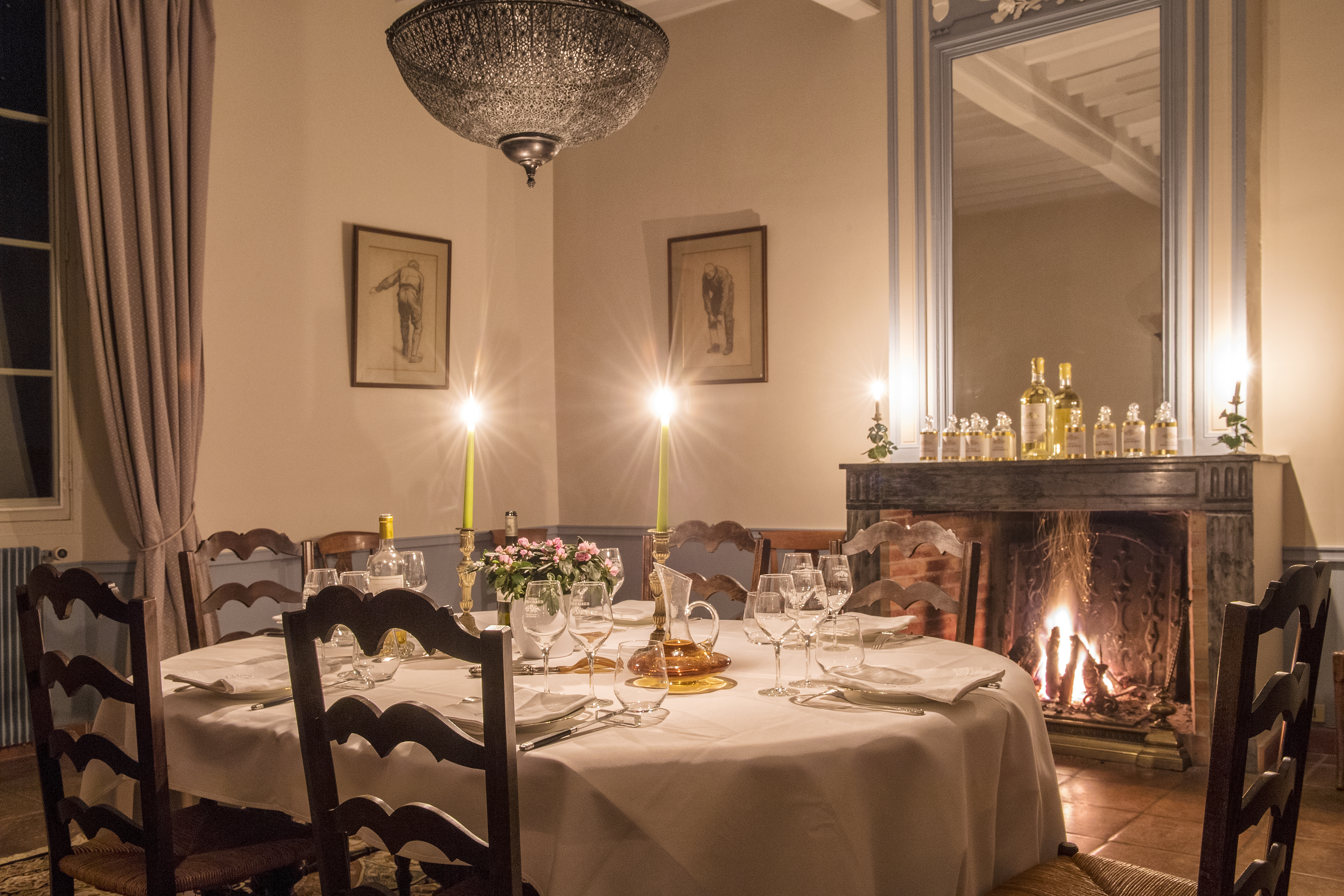
Salle à manger de la chartreuse

Au-delà du foie gras, les vins de la propriété s’accordent avec des fromages de caractère comme du roquefort ou du comté, ainsi que des desserts peu sucrés comme des tartes aux fruits. Ils sont également de mise avec un poulet, frotté au gros sel et à l’huile d’olive. Ils sont aussi appréciés à l’apéritif, frappés, voire avec un zeste d'orange pour le Lieutenant ou le 5 sans soufre.

## Œnotourisme
Le Château Sigalas Rabaud est ouvert au public et propose différentes activités,:
- visites œnotouristiques du domaine, de la chartreuse du XVIIe siècle et des chais remis à neuf et décorés de peintures faites par les étudiants des Beaux Arts de Bordeaux ;
- atelier d’apprentissage de la dégustation des vins avec des accords mets-vins sélectionnés ;
- hébergement, restauration, activités pour les enfants dans les vignes.